# Раєн Андерсон (баскетболіст)

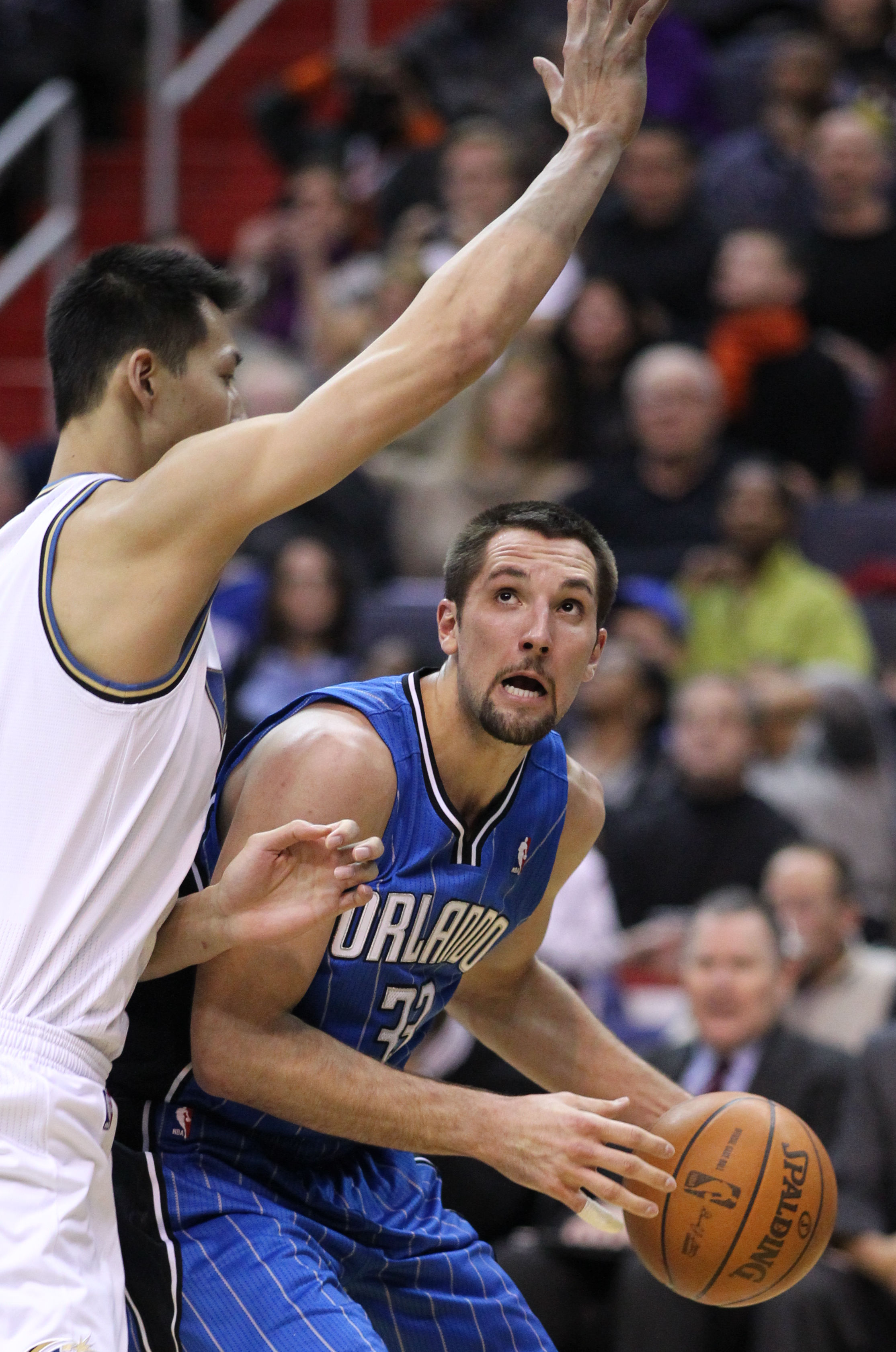
Раєн Андерсон у складі «Орландо Меджик»

Раєн Андерсон (англ. Ryan Anderson; *6 травня 1988) — американський професійний баскетболіст, який виступав на позиції важкого форварда за декілька команд НБА.

## Кар'єра у НБА
Андерсон був обраний на драфті 2008 під 21 номером клубом «Нью-Джерсі Нетс». Дебютував у НБА 29 жовтня 2008. Всього за сезон 2008-09 Андерсон провів 66 ігор у складі «Нетс», 30 разів він виходив у стартовій п'ятірці. 25 липня Андерсон та Картер були обміняні у «Орландо Меджик». За сезон 2009-10 Андерсон взяв участь у 63 іграх регулярної першості.
У сезоні 2009-10 Андерсон вперше взяв участь у плей-оф НБА. У 9 іграх плей-оф він у середньому проводив на майданчику 9.9 хвилин.
У сезоні 2011-12 Раєн взяв участь у 61 грі регулярної першості, він набирав у середньому 16 очок за гру. За підсумками цього сезону Андерсона було названо найпрогресивнішим гравцем року.
11 липня 2012 Андерсон перейшов у «Нью-Орлінс Горнетс».

### Статистика кар'єри в НБА

#### Регулярний сезон
| Сезон   | Команда             | GP  | GS  | MPG  | FG%  | 3P%  | FT%  | RPG | APG | SPG | BPG | PPG  |
| ------- | ------------------- | --- | --- | ---- | ---- | ---- | ---- | --- | --- | --- | --- | ---- |
| 2008–09 | Нью-Джерсі Нетс     | 66  | 30  | 19.9 | .393 | .365 | .845 | 4.7 | .8  | .7  | .3  | 7.4  |
| 2009–10 | Орландо Меджик      | 63  | 6   | 14.5 | .436 | .370 | .866 | 3.2 | .6  | .4  | .2  | 7.7  |
| 2010–11 | Орландо Меджик      | 64  | 14  | 22.1 | .430 | .393 | .812 | 5.5 | .8  | .5  | .6  | 10.6 |
| 2011–12 | Орландо Меджик      | 61  | 61  | 32.2 | .439 | .393 | .877 | 7.7 | .9  | .8  | .4  | 16.1 |
| 2012–13 | Нью-Орлінс Горнетс  | 81  | 22  | 30.9 | .423 | .382 | .844 | 6.4 | 1.2 | .5  | .4  | 16.2 |
| 2013–14 | Нью-Орлінс Горнетс  | 22  | 14  | 36.1 | .438 | .409 | .952 | 6.5 | .8  | .5  | .3  | 19.8 |
| 2014–15 | Нью-Орлінс Пеліканс | 61  | 5   | 27.5 | .399 | .340 | .854 | 4.8 | .9  | .5  | .3  | 13.7 |
| 2015–16 | Нью-Орлінс Пеліканс | 66  | 7   | 30.4 | .427 | .366 | .873 | 6.0 | 1.1 | .6  | .4  | 17.0 |
| Кар'єра | Кар'єра             | 484 | 159 | 26.0 | .423 | .377 | .861 | 5.6 | .9  | .6  | .4  | 13.1 |

#### Плей-оф
| Сезон   | Команда             | GP | GS | MPG  | FG%  | 3P%  | FT%   | RPG | APG | SPG | BPG | PPG  |
| ------- | ------------------- | -- | -- | ---- | ---- | ---- | ----- | --- | --- | --- | --- | ---- |
| 2010    | Орландо Меджик      | 9  | 0  | 9.9  | .310 | .286 | 1.000 | 3.5 | .3  | .2  | .2  | 2.6  |
| 2011    | Орландо Меджик      | 6  | 0  | 24.5 | .267 | .300 | 1.000 | 4.5 | .5  | .8  | .2  | 4.7  |
| 2012    | Орландо Меджик      | 5  | 5  | 34.4 | .341 | .400 | .857  | 4.6 | .8  | .6  | .4  | 9.6  |
| 2015    | Нью-Орлінс Пеліканс | 4  | 0  | 23.8 | .444 | .417 | 1.000 | 4.3 | 2.3 | .0  | .5  | 10.8 |
| Кар'єра | Кар'єра             | 24 | 5  | 21.0 | .345 | .355 | .950  | 4.1 | .8  | .4  | .3  | 5.9  |

## Особисте життя
Раєн знаходився у фактичному шлюбі з телевізійною персоною Джієюй Альмо (1983–2013), яка померла 14 серпня 2013 року після спроби самогубства.